# Paryrias agarrha
Paryrias agarrha är en fjärilsart som beskrevs av Druce 1890. Paryrias agarrha ingår i släktet Paryrias och familjen nattflyn. Inga underarter finns listade i Catalogue of Life.